# Onville
Onville ist eine französische Gemeinde mit 509 Einwohnern (Stand: 1. Januar 2022) im Département Meurthe-et-Moselle in der Region Grand Est (bis 2015: Lothringen). Sie gehört zum Arrondissement Toul (bis 2022: Arrondissement Briey) und ist Mitglied im Gemeindeverband Communauté de communes Mad et Moselle. Die Einwohner werden Onvillois und Onvilloises genannt.

## Geografie
Onville gehörte zur ehemaligen Provinz Trois-Évêchés und liegt etwa 38 Kilometer nördlich von Toul und etwa 19 Kilometer südwestlich von Metz im Regionalen Naturpark Lothringen an der Grenze zum benachbarten Département Moselle.
Umgeben wird die Gemeinde von den Nachbargemeinden Chambley-Bussières im Nordwesten und Norden, Gorze im Norden und Nordosten, Vandelainville und Bayonville-sur-Mad im Osten, Pagny-sur-Moselle im Südosten und Süden, Prény im Süden und Südwesten, Villecey-sur-Mad im Südwesten und Westen sowie Waville im Westen.
Onville liegt in einem waldreichen Gebiet, fast zwei Drittel der Fläche ist bewaldet. Der Rupt de Mad, ein Nebenfluss der Mosel, durchquert das Gemeindegebiet von West nach Ost. An seinen Nordhängen wird Wein angebaut. Die Route départementale D952 (frühere Route nationale 52bis) durchquert das Gemeindegebiet von West nach Ost ebenso wie die Eisenbahnstrecke von Lérouville nach Metz mit einem Haltepunkt in Onville, der von drei Linien der TER Grand Est bedient wird.
Der Fernwanderweg GR 5 von Schengen (Luxemburg) nach Nizza durchquert das Gemeindegebiet.

## Geschichte und Bevölkerungsentwicklung
Als erste und bisher einzige urkundliche Erwähnung darf ein Diplom  Kaiser Ludwigs des Frommen aus dem Jahr 815 gelten, in dem sich Onville im Besitz des Klosters Gorze befindet (Regesta Imperii I, 579).
| Jahr                       | 1962 | 1968 | 1975 | 1982 | 1990 | 1999 | 2006 | 2019 |
| Einwohner                  | 431  | 389  | 425  | 452  | 453  | 520  | 527  | 519  |
| Quellen: Cassini und INSEE |      |      |      |      |      |      |      |      |

## Sehenswürdigkeiten
Kirche Saint-Remy
Die bescheidene ursprüngliche Kapelle wurde zweifellos erstmals im 9. Jahrhundert erweitert. Anschließend wurde sie zu einer Pfarrkirche, die ihrem nahegelegenen Konkurrenten standhalten konnte. Im 11. und zu Beginn des 12. Jahrhunderts erfuhr die Kirche weitere Umgestaltungen nach Ermessen der Besitzer, die nacheinander die Leitung der Pfarrei übernahmen. Sein Charakter, auch wenn er durch den Bau neuer Häuser verändert wurde, bleibt, zusammen mit denen der Nachbargemeinden, eine regionale Besonderheit.
Der seit 1978 als Monument historique eingeschriebene Glockenturm ist ein schönes Beispiel dafür, wie ein befestigter Glockenturm im Mittelalter aussehen konnte. Er stammt aus dem 12. Jahrhundert und wurde damals „Einfriedungsturm“ oder „Pflügerturm“ genannt. Dieser Turm hatte in der Vergangenheit nicht den frommen Zweck, der ihm heute zukommt. Er diente der Verteidigung und diente als befestigtes Haus, von dem noch einige Spuren der Umzäunung um die heutige Kirche zu erkennen sind. Er ist mit Schießscharten und rechteckigen Buchten durchbrochen, die außen und im oberen Teil mit zwei Steinhaken ausgestattet sind, die die horizontale Achse einer Fensterladenöffnung in Form einer Falltür tragen sollen.
- Schloss Onville aus dem 18. Jahrhundert, im Ersten Weltkrieg beschädigt und in den 1920er Jahren restauriert
- Ortsbefestigung aus dem 13. Jahrhundert

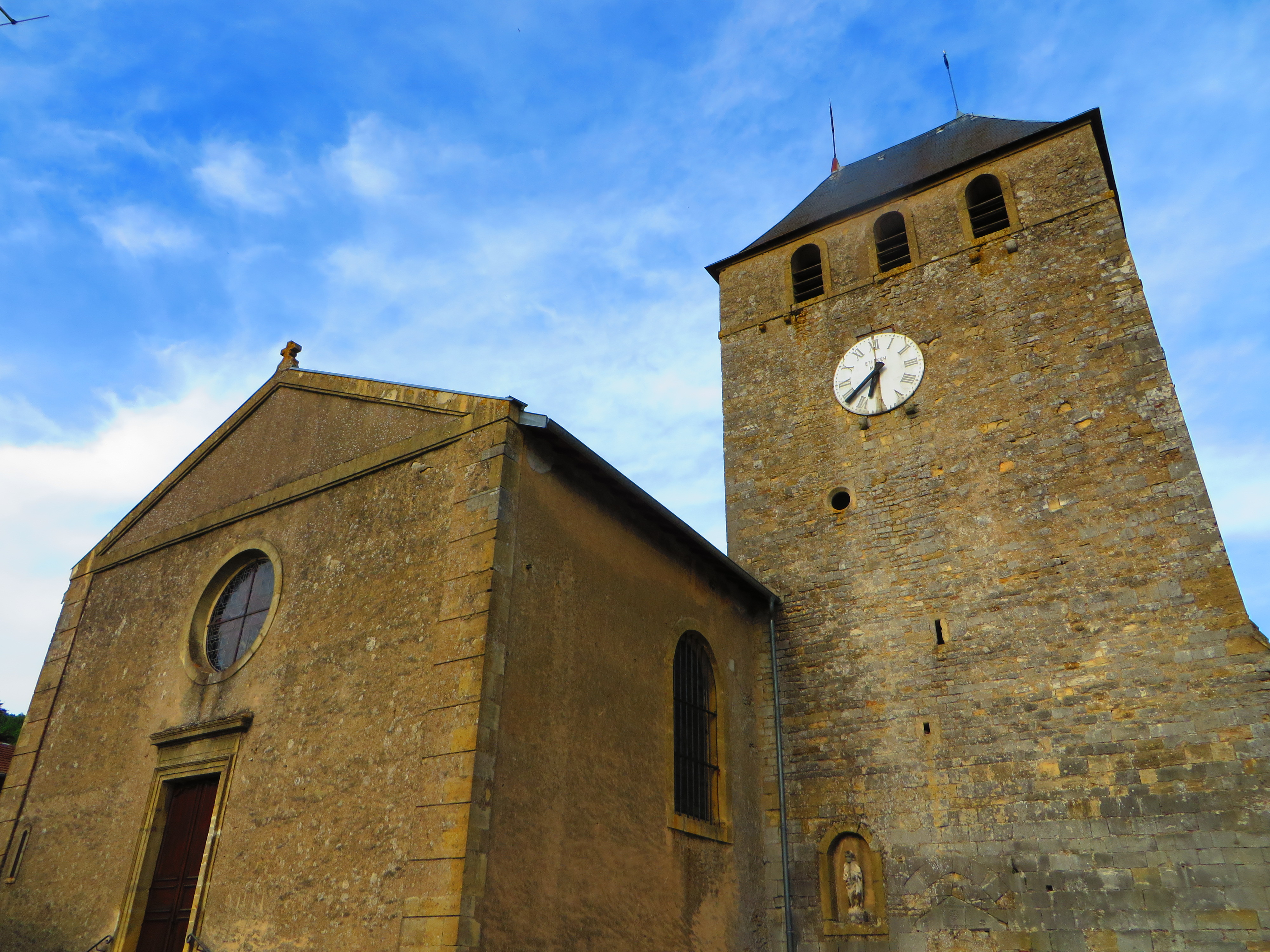
Kirche Saint-Rémy
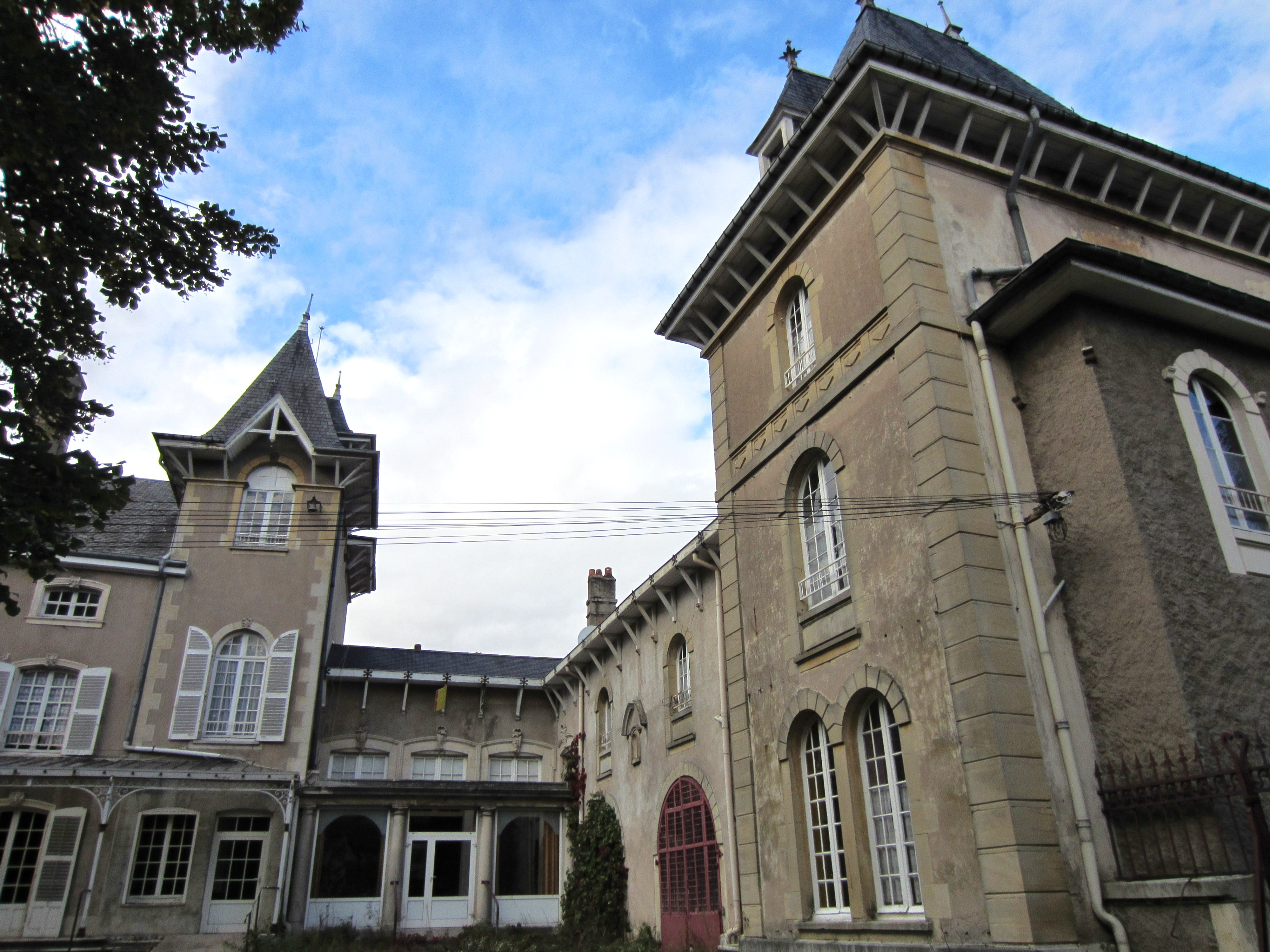
Schloss Onville

## Verkehr
Zwar besitzt Onville einen mehrgleisigen Bahnhof an der vor der Aufnahme des TGV-Betriebs bedeutenden Hauptstrecke Metz – Bar-le-Duc – Chalons-en-Champagne – Paris, den bis 1983 auch die
Schnellzüge Frankfurt – Paris (1984–86 IC-Züge, 1988–2006 EC-Züge) durchfuhren. Die heutigen ICE-Züge Frankfurt – Paris (nonstop von Forbach bis Paris) benutzen eine Neubaustrecke. Der Personenverkehr auf der alten Hauptstrecke wurde ausgedünnt. Werktäglich wird Onville aktuell (Dezember 2024/Januar 2025) nur noch zwei Mal in beiden Richtungen von TER-Triebwagen bedient, sonntags sogar nur ein einziges Mal.